# Acid Jazz Records
La Acid Jazz Records è un'etichetta discografica britannica.

## Storia dell'etichetta
L'etichetta venne fondata nel 1987 dal dj soul Gilles Peterson e da Eddie Piller, l'inventore della fanzine mod inglese "Extraordinary Sensations", molto in voga in quegli anni.
La prima produzione fu il singolo Frederic Lies Still dei Galliano, pubblicato nel 1988, ma fu con la serie di compilation Totally Wired, composte da brani di vari artisti della scena acid jazz tra cui gli stessi Galliano, i Brand New Heavies e i New Jersey Kings, che l'etichetta acquisì notorietà. Agli anni '90 risalgono produzioni tra cui il primo singolo dei Jamiroquai When You Gonna Learn, il secondo album musicale della cantante portoricana La India e vari album dei James Taylor Quartet, oltre che varie compilation in cui compaiono anche gli italiani Link Quartet.

## Artisti principali
- Galliano
- Brand New Heavies
- Jamiroquai
- James Taylor Quartet
- New Jersey Kings
- La India
- Long Tall Shorty
- Snowboy
- Dee C. Lee